# NGC 2340
NGC 2340 ist eine elliptische Galaxie vom Hubble-Typ E3 im Sternbild Luchs am Nordsternhimmel. Sie ist schätzungsweise 273 Millionen Lichtjahre von der Milchstraße entfernt und hat einen Durchmesser von etwa 140.000 Lichtjahren.
Im selben Himmelsareal befinden sich u. a. die Galaxien NGC 2334, IC 460, IC 463 und IC 464.
Das Objekt wurde am 9. Februar 1788 vom deutsch-britischen Astronomen William Herschel entdeckt.